# タチャンカ

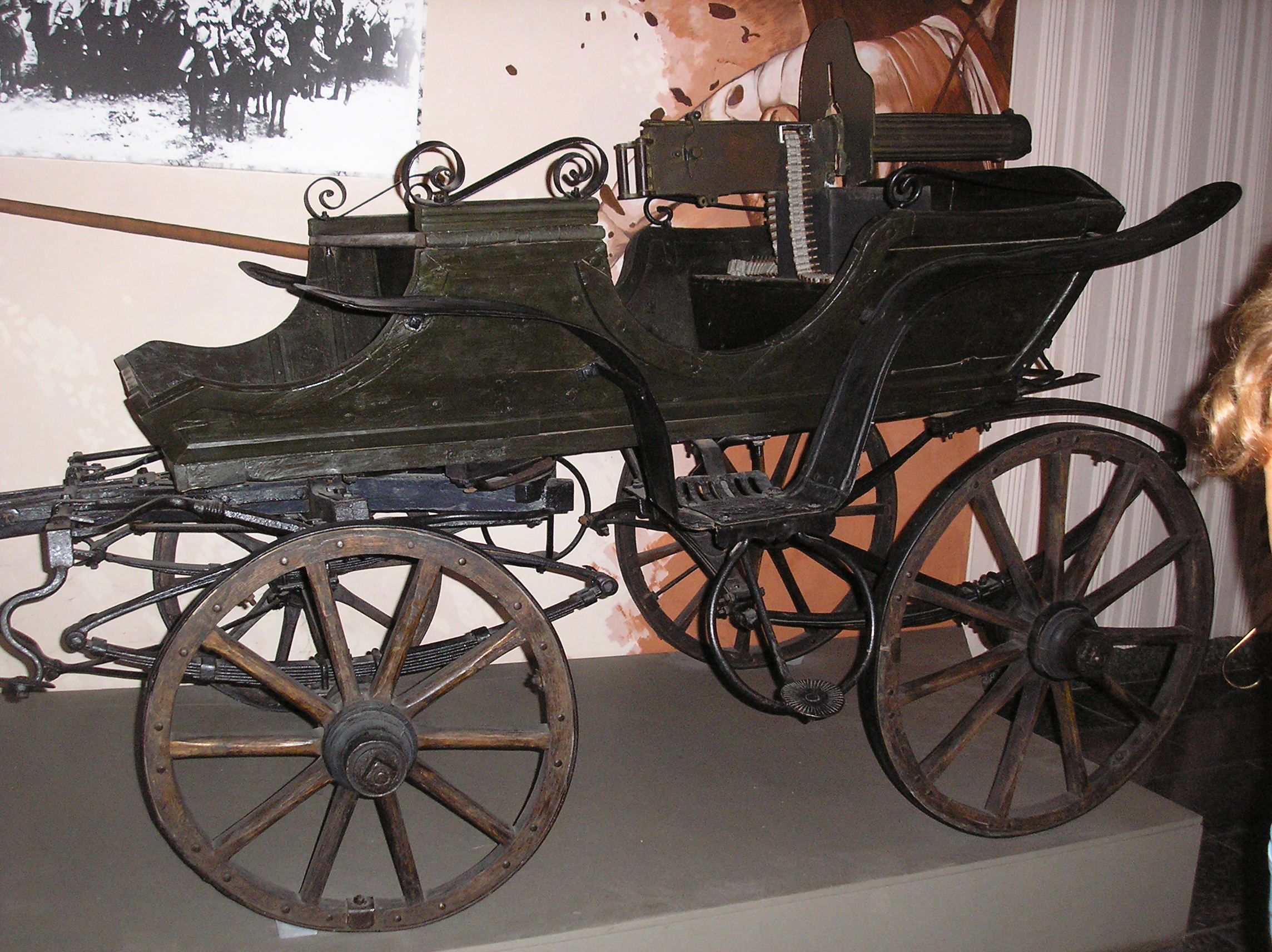
ハリエイポール博物館で展示されているPM1910重機関銃が搭載されたタチャンカ

タチャンカ（ウクライナ語・ロシア語: тача́нка、tachanka）は、後ろ向きに機関銃を備え付けたロシアの馬車である。通常、荷車もしくは無蓋車後部に重機関銃を後ろ向きで搭載している。2～4頭の馬が曳く馬車に、御者1名とマシンガンクルー1～2名の計3名が搭乗する。いくつかの資料で、発明者はネストル・マフノであるとされている。

## 語源
それらしい語源とされているものが2例、詳細不明な説が1例存在する。マックス・ファスマーの語源辞典によれば、ウクライナのネトィチャンカという町（「ウクライナ語: нетичанка（Netychanka）」、現在はチェコのノヴィー・イチーン）の名前にちなんで名づけられたNeutitscheinというキャリッジから来ている説。ロシア語で手押し車を意味するtachka（ロシア語: та́чка、タチカ）を親しみを込めた表現に言い換えた説である。
詳細は不明だが、もう一つ語源とされているものが挙げられており、南ウクライナとクリミア半島周辺を指す古名「タヴリーダ」から派生した頑丈な馬車と知られている Tavrichanka という名称を短く縮めた説である。

## 運用
民間の規格で作られた馬車に簡単に着脱改造できる為、第一次世界大戦東部戦線のロシア騎兵隊で普及した。ロシア内戦での使用がもっとも盛んで、特に南ロシアとウクライナの農民軍団が、流動的な前線での機動戦において重要な役割を果たした。
装甲車や戦車ほどではないが、馬車は第一次世界大戦で使われた重く嵩張る重機関銃を、高速で有利な位置に運ぶ事が可能で、撤退の際には追撃する騎兵に効果的な制圧射撃を行うことが可能であった。

## 歴史
1890年代初期には知られており、イギリス軍の1893年と1896年の南ローデシア（現ジンバブエ）暴動鎮圧に使用されている。

## 軍歌
コンスタンティン・リストフが作曲、ミハイル・ルーデルマンが作詞した軍歌がある。